# Santo Tirso
Santo Tirso is een gemeente in het Portugese district Porto.
De gemeente heeft een totale oppervlakte van 136 km² en telde 72.396 inwoners in 2001.

## Plaatsen in de gemeente
- Agrela
- Água Longa
- Areias
- Burgães
- Carreira
- Guimarei
- Lama
- Lamelas
- Monte Córdova
- Palmeira
- Rebordões
- Refojos de Riba de Ave
- Reguenga
- Roriz
- Santa Cristina do Couto
- Santo Tirso
- São Mamede de Negrelos
- São Martinho do Campo
- São Miguel do Couto
- São Salvador do Campo
- São Tomé de Negrelos
- Sequeiró
- Vila das Aves
- Vilarinho

## Geboren
- Ricardo Rocha (1978), voetballer
- Sérgio Sousa (1983), wielrenner
- Sara Moreira (1985), atlete
- Alberto Costa (2003), voetballer